# Cine (banda)
Cine es un grupo brasileño formado en 2007 en la ciudad de São Paulo, lanzado por Universal Music. Los miembros se reunieron al mismo tiempo en la escuela y formaron la banda de la influencia musical de la familia.
Antes de bautizar a la banda con el nombre actual y antes de la entrada del miembro Pedro Caropreso (que le da un toque de música electrónica), el nombre de la banda fue Without Shoes y tocaba canciones principalmente en inglés y versiones.[cita requerida]

## Carrera

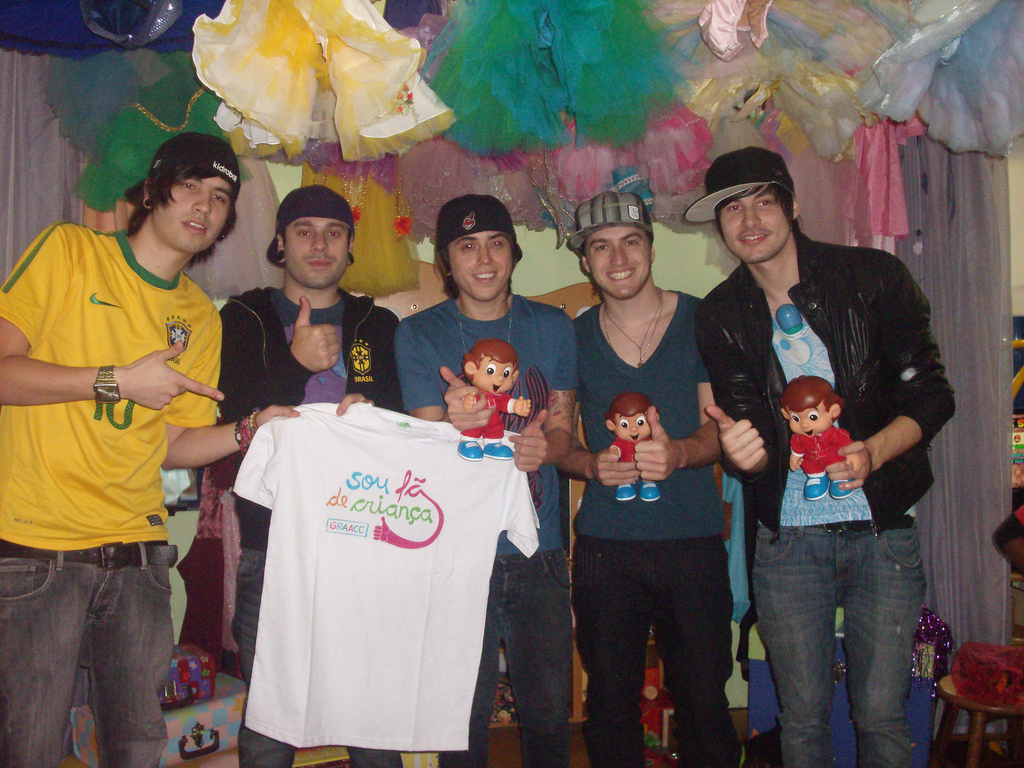
Cine en GRAACC en 2010.

La banda ganó el VMB de 2009 de MTV Brasil y el Premio Multishow, ambas en la categoría Banda revelación. Su canción, "Garota Radical" entró en las listas de la revista Billboard Brasil, en Brasil Hot 100 Airplay en la posición 40, además de ser la banda sonora oficial de la novela de Rede Record, Bela, a Feia.
El video musical de "Garota Radical" ha llegado a más de 8 millones de visitas en YouTube y en la página oficial de la banda en Myspace, fue la más visitada en 2009.
El 25 de abril de 2010, la banda grabó su primer DVD en vivo de su carrera en el HSBC Brasil en Sao Paulo, que se estrenó en agosto. Fue en el DVD que fue grabado, también el video del nuevo sencillo "As Cores". En el mismo año ganó el Premio Multishow en la categoría Banda del Año
La Banda Cine fue el acto de apertura de muchas bandas extranjeras en Brasil, como Jonas Brothers, McFly, Cobra Starship y Black Eyed Peas.
El 22 de noviembre de 2011, fue lanzado el álbum Boombox Arcade. Fue precedido por el sencillo "#Emchoque", el álbum produjo dos sencillos, "Royal" y "Nunca Ninguém Morreu de Amor".
El 22 de febrero de 2013 fue lanzado el primer EP, Verano que tiene el sencillo "Praia e Sol" con la participación de Turma do Pagode. La banda fue a promocionar el EP en el festival South by Southwest, en Austin, Texas el 15 de marzo de 2013.

## Miembros
- Diego Silveira (DH) - Vocalista (2007 - presente);
- Bruno Prado - Bajo e Coros (2007 - presente);
- Danilo Valbusa - Guitarra rítmica (2007 - presente);
- David Casali - Batería, Instrumentos de percusión y Coros (2007 - presente);
- Pedro Caropreso (Dash) - Teclados, Mezcla, Synts y Coros (2009 - presente);

## Discografía

### Álbumes de estudio
| Año  | Álbum | Posiciones | Posiciones | Ventas y Certificaciones |
| Año  | Álbum | BRA ABPD   | BRA Top 40 | Ventas y Certificaciones |
| ---- | --- | ---------- | ---------- | ------------------------ |
| 2009 | Flashback - Lanzamiento: 23 de junio de 2009 - Formatos: CD, descarga digital - Sello discográfico: Mercury Records | 10         | 6          | - Ventas totales: 30.000 |
| 2011 | Boombox Arcade - Lanzamiento: 2011 - Formatos: CD, descarga digital - Sello discográfico: Universal Music           | —          | —          |                          |

### Extended plays
| Año  | Detalles del álbum |
| ---- | --- |
| 2008 | 80's EP - Lanzamiento: 2008 - Formatos: CD, descarga digital - Sello discográfico: Cine Music                                    |
| 2013 | Verano - Lanzamiento: 22 de fevereiro de 2013 - Sello discográfico: Mercury Records, Universal Music - Formato: Descarga digital |

### Álbumes en vivo
| Año  | Álbum | Posiciones | Posiciones | Ventas y Certificaciones |
| Año  | Álbum | BRA ABPD   | BRA Top 40 | Ventas y Certificaciones |
| ---- | --- | ---------- | ---------- | ------------------------ |
| 2009 | As Cores - Lanzamiento: 14 de septiembre de 2010 - Formatos: CD, descarga digital - Sello discográfico: Universal Music | 4          | 4          | - Ventas totales: 35.000 |

### Sencillos
| Año  | Sencillo                       | Listas      | Listas         | Listas    | Listas        | Álbum          |
| Año  | Sencillo                       | BRA Hot 100 | BRA Hit Parade | BRA Bill. | BRA Bill. Pop | Álbum          |
| ---- | ------------------------------ | ----------- | -------------- | --------- | ------------- | -------------- |
| 2009 | "Garota Radical"               | 12          | 4              | 40        | 20            | Flashback      |
| 2009 | "Se Você Quiser"               | 9           | 10             | 55        | 26            | Flashback      |
| 2010 | "A Usurpadora"                 | 26          | 12             | 72        | 48            | Flashback      |
| 2010 | "As Cores"                     | 38          | 2              | 24        | 8             | As Cores       |
| 2011 | "#Em Choque"                   | 22          | —              | —         | —             | Boombox Arcade |
| 2012 | "Royal"                        | —           | —              | —         | —             | Boombox Arcade |
| 2012 | "Nunca Ninguém Morreu de Amor" | —           | —              | —         | —             | Boombox Arcade |
| 2013 | "Praia e Sol"                  | —           | —              | —         | —             | Verano         |

### Otras apariciones
| Año  | Canción         | Artista    | Álbum           |
| ---- | --------------- | ---------- | --------------- |
| 2010 | "Parecía Estar" | Stevens    | Playlist Mix FM |
| 2012 | "Mi Perdición"  | Rock Bones | Peter Punk      |

### Soundtracks
| Año  | Canción          | Álbum        |
| ---- | ---------------- | ------------ |
| 2010 | "Garota Radical" | Bela, a Feia |
| 2011 | "Namora Comigo"  | Rebelde      |

## Premios y nominaciones
| Año  | Premio                                | Categoría                | Por             | Resultado |
| ---- | ------------------------------------- | ------------------------ | --------------- | --------- |
| 2008 | Best of Zona Punk                     | Banda Revelación del Año | Cine            | Ganador   |
| 2008 | Best of Zona Punk                     | Mejor Música             | Si Tu Quisieras | Ganador   |
| 2008 | Best of Zona Punk                     | Mejor Show               | Cine            | Ganador   |
| 2008 | Best of Zona Punk                     | Mejor Fotolog            | Cine            | Ganador   |
| 2008 | Best of Zona Punk                     | Banda Promesa para 2009  | Cine            | Ganador   |
| 2008 | Best of Zona Punk                     | Mejor Guitarrista        | Dan             | Ganador   |
| 2009 | Premio Multishow de Música Brasileira | Banda Revelación del Año | Cine            | Ganador   |
| 2009 | Video Music Brasil                    | Banda Revelación del Año | Cine            | Ganador   |
| 2009 | Premio Jovem Brasileiro 2009          | Banda Revelación del Año | Cine            | Ganador   |
| 2010 | Troféu Imprensa (Troféu Internet)     | Banda Revelación del Año | Cine            | Ganador   |
| 2010 | Video Music Brasil                    | Videoclip del Año        | A Usurpadora    | Nominado  |
| 2010 | Premio Multishow de Música Brasileira | Grupo Musical del Año    | Cine            | Ganador   |
| 2010 | Prêmio Rock Show                      | Mejor DVD                | Cine            | Ganador   |